# Kirstie Alley
Kirstie Alley (anglès: Kirstie Louise Alley)  (Wichita, 12 de gener de 1951 - Tampa, 5 de desembre de 2022) fou una actriu dels Estats Units. Alley descendia d'irlandesos. Va ser coneguda pel seu paper en la sèrie de televisió Cheers, on feia el paper de Rebecca Howe de 1987 a 1993. Gràcies a aquest personatge, el 1991 va guanyar el Premi Emmy i el Golden Globe com a actriu en sèries de comèdia. També va participar en el thriller Shoot to Kill i en Mira qui parla. Pertanyia a l'Església de la Cienciologia

## Biografia
Filla de Lillian Mickie (nascuda Heaton), mestressa de casa, i de Robert Deal Alley, propietari d'una empresa fustera. Té dos germans Colette i Craig. La seva mare va morir en un accident de trànsit el 1981, causat per un conductor embriac, quedant el seu pare seriosament ferit.
Va realitzar els seus estudis en el Wichita Southeast High School, on també va ser cheerleader. El 1974 es va inscriure a la Universitat Estatal de Kansas, però la va abandonar a l'any següent per provar sort amb l'art dramàtic. Es passaria 5 anys estudiant i fent treballs de disseny interior abans d'emigrar a Hollywood. Les seves primeres aparicions en televisió van ser com a concursant als programes Match Game (1979), en el qual va guanyar 5.000 dòlars, i el concurs Password Plus (1980).
Alley va debutar com a actriu el 1982 en la pel·lícula Star Trek 2: La còlera del Khan, on va interpretar a l'oficial Saavik. El film, igual que el paper de la intèrpret, va rebre ressenyes positives de diverses fonts. Va ser nominada al premi Saturn per "Millor actriu de repartiment". A aquesta representació li van seguir One More Chance, Champions, Cita a cegues i Runaway; aquesta última la va fer creditora d'una nova candidatura al premi Saturn per "Millor actriu de repartiment". El 1989, Alley va ser protagonista a Mira qui parla junt amb John Travolta, pel·lícula que va ingressar uns $295.000.000 a tot el món. La seguiren les continuacions, Look Who's Talking Too i Look Who's Talking Now!
Alley va ser honorada amb una estrella al Passeig de la Fama de Hollywood al 7.000 Hollywood Boulevard. A mitjan anys 1980, va fer el paper de Virgilia Hazard en la minisèrie Nord i Sud, la qual va tenir un gran acolliment per part de la crítica.

### La comèdiaCheers
Després d'actuar en la televisió amb Lee Horsley, va ser contractada el 1987 per protagonitzar un dels seus programes més destacats: Cheers, considerada una de les comèdies de més èxit en la història de la televisió nord-americana, que va coprotagonizar amb Ted Danson, Rhea Perlman, George Wendt, Kelsey Grammer, Woody Harrelson i Beu Neuwirth, fins a 1993. La sèrie gira entorn d'un grup de clients d'un bar anomenat Cheers que es reuneixen per beure i divertir-se. En la sèrie, Alley va interpretar a Rebecca Howe, una desesperada i neuròtica cambrera. Per aquesta interpretació, va obtenir un premi Emmy en els apartats de "Millor actriu - Sèrie de comèdia" i un Globus d'Or per "Millor actriu de sèrie de televisió - Comèdia o musical".

### Després deCheers
Després de la cancel·lació de la comèdia al començament de 1993, va protagonitzar el telefilm David's Mother. Pel seu treball en aquesta producció va guanyar un premi Emmy per "Millor actriu - Miniserie o telefilm"; també va ser nominada per a un Globus d'Or per Millor actriu de minisèrie o telefilm.
Va actuar en diversos papers secundaris en televisió i cinema. El seu primer paper relativament important va ser en una de les pel·lícules de la saga Star Trek, La ira de Khan, interpretant a l'oficial Saavik. Encara que el paper que li va donar la fama als Estats Units va ser interpretant la neuròtica Rebecca en la sèrie de televisió Cheers. A nivell internacional va saltar a la fama amb la pel·lícula Mira qui parla (1990).

## Cienciologia
Abans d'entrar a l'Església de la Cienciologia Alley era addicta a la cocaïna i dins aquesta religió va ser tractada amb el producte químic Narconon dins un programa de tractament contra les drogues, per acabar amb la seva dependència. Alley el 2007, arribà a tenir, en la Cienciologia, el nivell 7 OT VII (Operating Thetan).
El maig de 2000, Alley comprà per $1,5 milions, l'antiga casa de la també cienciòloga Lisa Marie Presley. El 2007, Alley donà $5 milions a l'Església de la Cienciologia.
Va morir el 5 de desembre de 2022, als 71 anys.

## Filmografia
| Any       | Títol                                         | Paper                               | Format     | Notes |
| --------- | --------------------------------------------- | ----------------------------------- | ---------- | --- |
| 1979      | Match Game                                    | Ella mateixa-Contestant             | Televisió  | |
| 1982      | Star Trek 2: La còlera del Khan               | Lt. Saavik                          | Pel·lícula | |
| 1983      | One More Chance                               | Sheila                              | Pel·lícula | |
| 1983      | Champions                                     | Barbara                             | Pel·lícula | |
| 1983      | Masquerade                                    | Casey Collins                       | Televisió  | (2 episodis) |
| 1984      | Blind Date                                    | Claire Simpson                      | Pel·lícula | |
| 1984      | Runaway, brigada central (Runaway)            | Jackie Rogers                       | Pel·lícula | |
| 1984      | Sins of the Past                              | Patrice Cantwell                    | Televisió  | |
| 1985      | A Bunny's Tale                                | Gloria Steinem                      | Televisió  | |
| 1985      | The Hitchhiker                                | Angelica                            | Televisió  | Episodi "Out of the Night" |
| 1985      | North and South                               | Virgilia Hazard                     | Minisèrie  | |
| 1986      | North and South II                            | Virgilia Hazard                     | Minisèrie  | |
| 1986      | Knight Power                                  | The Cowgirl Android Sheriff (voice) | Television | Episode: "Cowgirl Android" |
| 1986      | Stark: Mirror Image                           | Maggie Carter                       | Televisió  | |
| 1986      | Prince of Bel Air                             | Jamie Harrison                      | Televisió  | |
| 1987      | Summer School                                 | Ms. Robin Bishop                    | Pel·lícula | |
| 1987      | The Hitchhiker                                | Jane L.                             | Televisió  | Episodi "The Legendary Billy B." |
| 1987      | Infidelity                                    | Eliot 'Ellie' Denato                | Televisió  | |
| 1987–1993 | Cheers                                        | Rebecca Howe                        | Televisió  | Primetime Emmy a la millor actriu en sèrie còmica (1991) Globus d'Or a la millor actriu en sèrie musical o còmica (1991) Nominada − Primetime Emmy a la millor actriu en sèrie còmica (1988, 1990, 1992, 1993) Nominatada − Globus d'Or a la millor actriu en sèrie musical o còmica (1990, 1992, 1993) |
| 1988      | Shoot To Kill                                 | Sarah Renell                        | Pel·lícula | |
| 1989      | Mira qui parla                                | Mollie Jensen                       | Pel·lícula | |
| 1989      | Loverboy                                      | Dr. Joyce Palmer                    | Pel·lícula | |
| 1990      | Casa de bojos (Madhouse)                      | Jessie Bannister                    | Pel·lícula | |
| 1990      | Mira qui parla també (Look Who's Talking Too) | Mollie Ubriacco                     | Pel·lícula | |
| 1990      | Sibling Rivalry                               | Marjorie Turner                     | Pel·lícula | |
| 1993      | Mira qui parla ara                            | Mollie Ubriacco                     | Pel·lícula | |
| 1994      | 3 Chains o' Gold                              | Vanessa Bartholomew                 | Pel·lícula | |
| 1994      | David's Mother                                | Sally Goodson                       | Televisió  | Primetime Emmy a la millor actriu en minisèrie o telefilm Nominada − Primetime Emmy a la millor actriu en minisèrie o telefilm |
| 1995      | Village Of The Damned                         | Dr. Susan Verner                    | Pel·lícula | |
| 1995      | Dues pel preu d'una (It Takes Two)            | Diane Barrows                       | Pel·lícula | |
| 1996      | Peter and the Wolf                            | Annie / Ocell / Ànec / Gat          | Televisió  | |
| 1996      | Radiant City                                  | Gloria Goodman                      | Televisió  | |
| 1997      | Deconstructing Harry                          | Joan                                | Pel·lícula | |
| 1997      | For Richer Or Poorer                          | Caroline Sexton                     | Pel·lícula | |
| 1997      | The Last Don                                  | Rose Marie Clericuzio               | Minisèrie  | Nominada − Primetime Emmy a la millor actriu secundària en minisèrie o telefilm |
| 1997      | Toothless                                     | Dr. Katherine Lewis                 | Telefilm   | |
| 1997–2000 | Veronica's Closet                             | Veronica Chase                      | Televisió  | Nominada − Primetime Emmy a la millor actriu en sèrie còmica (1997) Nominada − Globus d'Or a la millor actriu en sèrie musical o còmica (1998) |
| 1998      | The Last Don II                               | Rose Marie Clericuzio               | Minisèrie  | |
| 1999      | Drop-Dead Gorgeous                            | Gladys Leeman                       | Pel·lícula | |
| 2001      | Blonde                                        | Elsie                               | Minisèrie  | |
| 2002      | Back By Midnight                              | Gloria Beaumont                     | Pel·lícula | |
| 2002      | Salem Witch Trials                            | Ann Putnam                          | Minisèrie  | |
| 2003      | Profoundly Normal                             | Donna Lee Shelby Thornton           | Televisió  | També productora executiva |
| 2004      | Family Sins                                   | Brenda Geck                         | Televisió  | |
| 2004      | While I Was Gone                              | Jo Beckett                          | Televisió  | |
| 2004      | Without A Trace                               | Noreen Raab                         | Televisió  | Episodi "Risen" |
| 2005      | Fat Actress                                   | Ella mateixa                        | Televisió  | 7 episodis |
| 2006      | The King Of Queens                            | Ella mateixa                        | Televisió  | Episodi "Apartment Complex" |
| 2007      | Write & Wrong                                 | Byrdie Langdon                      | Televisió  | |
| 2007      | The Minister Of Divine                        | Sydney Hudson                       | Televisió  | |
| 2010      | Nailed                                        | Aunt Rita                           | Pel·lícula | |
| 2010      | The Marriage Ref                              | Jutge invitada                      | Televisió  | |
| 2010      | Kirstie Alley's Big Life                      | Ella mateixa                        | Televisió  | |
| 2011-2012 | Dancing With The Stars                        | Ella mateixa                        | Televisió  | Temporada 12 & Temporada 15: All-Stars Reality Television |
| 2015      | Accidental Love                               | Veterinària                         | Pel·lícula | |